# PGA Tour
Il PGA Tour è un'organizzazione che cura i principali tour professionistici di golf negli Stati Uniti. Ha sede a Ponte Vedra Beach, un sobborgo di Jacksonville, in Florida. Il suo nome ufficiale viene scritto tutto con lettere maiuscole, ovvero "PGA TOUR".
Il PGA Tour è diventato un'organizzazione a sé stante nel 1968, quando si è separato dalla PGA of America, che adesso è soprattutto un'associazione di professionisti del golf, come maestri e gestori di club. I giocatori da torneo formarono dapprima una loro organizzazione, la Association of Professional Golfers (APG). In seguito, nel 1968, i giocatori abolirono la APG e si accordarono per operare come PGA "Tournament Players Division", una divisione completamente autonoma del PGA, sotto la supervisione di un nuovo Tournament Policy Board di 10 membri. Il nome cambia poi ufficialmente in "PGA Tour" nel 1975.
Nel 1981 ha una controversia per problemi di marketing con la PGA of America e decide di cambiare ufficialmente il proprio nome. A partire dalla fine di agosto di quell'anno diventa "TPA Tour", che sta per "Tournament Players Association" La controversia fu risolta nel giro di sette mesi e il nome del tour tornò ad essere "PGA Tour" nel marzo 1982.
A causa della molteplicità di denominazioni simili, è bene spiegare che cosa il PGA Tour organizza e cosa invece non organizza. Il PGA tour non gestisce alcuno dei quattro tornei maggiori né la Ryder Cup. È la PGA of America, non il PGA Tour, ad organizzare il PGA Championship, il Senior PGA Championship, e co-organizza la Ryder Cup con il PGA European Tour. Il PGA Tour non è coinvolto nei tour femminili negli Stati Uniti, che sono controllati dalla LPGA. Il PGA Tour inoltre non è l'organismo ufficiale che regola il gioco del golf negli Stati Uniti: questo è invece il ruolo della USGA, che organizza anche gli U.S. Open. Quello che invece il PGA Tour fa è organizzare tutto il resto degli eventi golfistici settimana dopo settimana, tra cui The Players Championship e la FedEx Cup oltre alla Presidents Cup con cadenza biennale.

## Tour gestiti dal PGA Tour
Il PGA Tour gestisce tre tour, che si giocano principalmente negli Stati Uniti, con occasionali sconfinamenti in Canada e Messico:
- PGA Tour, il tour più importante;
- Champions Tour, per giocatori da 50 anni in su;
- Nationwide Tour, un tour di sviluppo.

Il PGA Tour organizza anche un torneo annuale di qualificazione (conosciuto con il soprannome di Q-School), che si tiene ogni autunno sulla distanza di sei giri; i primi venticinque classificati conquistano il diritto di giocare nel PGA Tour l'anno successivo. I rimanenti, se classificati entro la settantacinquesima posizione, possono invece partecipare al Nationwide Tour.
Anche i primi venticinque nella classifica dei premi vinti del Nationwide Tour conquistano il diritto di partecipare al PGA Tour dell'anno seguente. Un giocatore che vince tre tornei del tour in un anno riceve una "promozione sul campo" che gli garantisce la partecipazione al PGA Tour per il resto dell'anno. Alla fine di ogni stagione i primi centoventicinque giocatori nella classifica dei premi vinti ricevono una "tour card" per l'anno successivo, che li esenta dalla qualificazioni per la maggior parte dei tornei. Tuttavia, a certi tornei, conosciuti come invitationals, l'esenzione si applica solo ai primi settanta della classifica dell'anno precedente. I giocatori classificati nelle posizioni da 126 a 150 ricevono una tour card condizionata, che dà loro la precedenza per sostituire i giocatori che decidessero di non partecipare a qualche torneo.
Vincere un torneo del PGA Tour dà diritto ad una tour card della durata minima di due anni, a cui si aggiunge un anno per ogni ulteriore vittoria fino a un massimo di cinque anni. Vincere uno dei tre tornei del World Golf Championships oppure The Tour Championship garantisce l'esenzione dalla qualificazioni per tre anni. Chi vince uno dei quattro tornei Major o The Players Championship ottiene la partecipazione garantita al tour per cinque anni. I giocatori che vincono venti tornei del tour sono qualificati a vita. Particolari condizioni sono previste per giocatori che si trovino nei primi cinquanta o venticinque della classifica senza altri motivi di esenzione dalle qualificazioni o per i giocatori che rientrano da un infortunio.
Come per altre organizzazioni sportive professionistiche, non vi sono regole che limitino la partecipazione al tour ai soli uomini. Nel 2003 Annika Sörenstam e Suzy Whaley giocarono i tornei del PGA Tour e Michelle Wie l'ha fatto consecutivamente dal 2004 al 2008. Nessuna di loro ha però mai superato il taglio, anche se la Wie nel 2004 in un'occasione l'ha mancato per un solo colpo di differenza. La LPGA, invece, è un'organizzazione riservata solo alle donne.
Il PGA Tour pone molta attenzione alla raccolta di fondi per opere di beneficenza, spesso in favore di associazioni locali che operano nelle città ove si svolgono i tornei. Con l'eccezione di alcuni tornei di più antica tradizione, le regole del PGA Tour impongono che tutti i tornei del tour vengano organizzati senza scopo di lucro; il PGA Tour stessa è un'organizzazione no-profit.

## Copertura televisiva
Nel gennaio 2006 il PGA Tour ha annunciato di aver stretto una nuova serie di accordi per i diritti televisivi dei tornei validi dal 2007 al 2012. La CBS Sports resta la principale partner del PGA Tour e aumenterà il numero di tornei trasmessi sulle sue frequenze da 16 a 19. La NBC Sports a sua volta aumenterà la copertura da cinque a dieci tornei. The Golf Channel sarà invece l'emittente a pagamento dedicata sulla televisione via cavo e coprirà i primi giri di tutti i tornei oltre a quattro giri di alcuni tornei all'inizio e alla fine della stagione. Gli accordi non riguardano i tornei "Major" perché il PGA Tour non ne detiene i diritti. Non sono state rese note le cifre relative all'accordo, ma è stato dichiarato che "il montepremi e gli altri vantaggi economici per i giocatori aumenteranno di circa 600 milioni di dollari rispetto ai precedenti sei anni, un incremento del 35%".
I tornei del PGA Tour sono diffusamente trasmessi anche al di fuori degli Stati Uniti. Fino al 2006 nel Regno Unito i tornei erano trasmessi da Sky Sports. In seguito l'esclusiva per Regno Unito e Irlanda è stata vinta da Setanta Sports che si è aggiudicata i diritti per sei anni con una spesa annunciata di 103 milioni di sterline. Per assicurare al meglio la copertura, Setanta ha creato il canale Setanta Golf
In Italia i tornei del PGA Tour sono trasmessi dalla piattaforma satellitare Sky.

## La struttura della stagione del PGA Tour
Tre dei quattro grandi tornei Major si svolgono nell'arco di otto settimane, tra giugno e agosto. In passato, questo fatto ha minacciato di rendere i rimanenti due mesi e mezzo della stagione poco interessanti, perché alcuni dei migliori giocatori da allora in poi decidevano di gareggiare meno. La soluzione è stata di l'introduzione di un nuovo tipo di classifica, la FedEx Cup. Da gennaio alla metà di agosto i giocatori competono in tornei che formano la "stagione regolare" e guadagnano punti per la FedEx Cup, oltre al montepremi in palio. Alla fine della stagione regolare i primi 144 giocatori della classifica della FedEx Cup si qualificano per la disputa dei "playoff", quattro tornei che si svolgono tra la metà di agosto e la metà di settembre. Il numero di partecipanti in questi tornei viene progressivamente ridotto da 144 a 120 a 70 e alla fine ai 30 che tradizionalmente partecipano al Tour Championship. In questi tornei si possono conquistare altri punti validi per la FedEx Cup. Alla fine del Tour Championship, chi ha accumulato più punti è il campione stagionale. Per mettere in atto questo nuovo sistema il PGA Tour ha dovuto apportare cambiamenti significativi al calendario tradizionale.

### Categorie di tornei
- Majors: i quattro principali tornei del mondo, ovvero Masters Tournament, U.S. Open, The (British) Open Championship, e PGA Championship.
- World Golf Championships (WGC): un gruppo di tornei co-organizzati dalla Federazione internazionale dei PGA Tour che attraggono i migliori giocatori da tutto il mondo, anche quelli che non sono membri del PGA Tour.
- Unique: Due tornei sono valutati di valore unico e non paragonabile ad altri per diverse ragioni:
  - Il Mercedes-Benz Championship, il primo torneo della stagione vede alla partenza solo giocatori che hanno ottenuto delle vittoria nell'anno precedente, vede quindi al via un numero di giocatori inferiore a quello di ogni altro torneo e non prevede il taglio di metà percorso.
  - Il The Players Championship è l'unico torneo oltre ai majors e ai World Golf Championships che attrae quasi tutti i migliori golfisti del mondo. Viene sempre più spesso definito dai media come il quinto major. Un riconoscimento ufficiale a queste sue caratteristiche è venuto dall'Official World Golf Rankings che ha deciso per questo torneo di assegnare dei punti prefissati, anche se in misura del 20% inferiore a quella dei major.
- Torneo di Playoff: gli ultimi quattro tornei della FedEx Cup ammettono i giocatori in base alla classifica della competizione. I primi 144 possono partecipare al Barclays Classic. Poi con il passare delle settimane la lista degli ammessi viene ridotta: 120 giocatori al Deutsche Bank Championship, 70 al BMW Championship e 30 al The Tour Championship.
- A squadre: una squadra composta da dodici dei migliori giocatori statunitensi disputa ad anni alterni la Ryder Cup o la Presidents Cup. La Ryder Cup, che contrappone una squadra statunitense e una europea, è forse il torneo di maggior rilievo nel mondo del golf, superiore anche ai majors. La Presidents Cup, che oppone una squadra di giocatori statunitensi ad una di giocatori internazionali che non possono partecipare alla Ryder Cup ha un'importanza minore ma è comunque il torneo più importante della settimana in cui viene giocata. In questi due tornei non c'è in palio un montepremi in denaro, ma ottenervi buoni risultati ricompensa il giocatore per il loro grande prestigio.
- Regolari: Normali tornei che si svolgono settimanalmente. I tornei "regolari" variano tra di loro di importanza, ma si tratta di valutazioni soggettive e non basate sull'ammontare dei premi. Alcuni dei fattori che contribuiscono a determinare lo status di un torneo sono:
  - La sua posizione nel calendario, che influenza il numero di grandi giocatori che decidono di parteciparvi.
  - Da quanto tempo si disputa e il valore dei giocatori presenti nel suo albo d'oro
  - La reputazione del percorso su cui si disputa.
  - L'eventuale sua associazione con qualche "leggenda del golf". In particolare sei tornei hanno un'affiliazione di questo tipo:
    - L'EDS Byron Nelson Championship, che prende il nome da Byron Nelson e che fino al 2007 era l'unico torneo a prendere il nome da un giocatore del Tour.
    - L'Arnold Palmer Invitational, chiamato in precedenza Bay Hill Invitational, che si identifica con Arnold Palmer e si gioca in un club di sua proprietà.
    - Il Northern Trust Open e il Crowne Plaza Invitational at Colonial, entrambi associati a Ben Hogan, anche se il Colonial in realtà viene associato a lui più che altro perché l'ha conquistato per cinque volte.
    - Il Memorial Tournament, fondato da Jack Nicklaus, che si gioca su un percorso da lui disegnato e che ogni anno viene dedicato ad una "leggenda" diversa.
    - L'AT&T National, che non è associato ad una "leggenda" ma è destinato a veder il suo prestigio aumentare perché il padrone di casa è la "futura leggenda" Tiger Woods.
- Invitational: Questi tornei sono simili a quelli regolari, vedono alla partenza un numero leggermente inferiore (circa 100-120) di giocatori. i primi settanta della classifica dei premi vinti nell'anno precedente possono partecipare automaticamente, così come chi abbia vinto il torneo in precedenza. In questo tipo di tornei rientrano Crowne Plaza Invitational at Colonial, Arnold Palmer Invitational, Verizon Heritage, Memorial Tournament e altri.
- Alternativi: Tornei che si giocano nella stessa settimana in cui si svolge un torneo di livello superiore e quindi vedono alla partenza giocatori di minor livello ed hanno un montepremi inferiore. Spesso sono considerati come un'opportunità per i giocatori che si trovano tra la 125ª e la 150ª posizione della classifica per risalire più facilmente oppure per tentare di ottenere un card biennale per aver vinto un torneo.
- Autunnali: Dopo il torneo di finale della FedEx Cup, la stagione si chiude con una serie di tornei a cui generalmente i giocatori migliori non partecipano. Anche questi tornei rappresentano un'occasione per i giocatori di bassa classifica per migliorare la propria posizione e rientrare tra i 125 che si assicurano la card per la stagione successiva.

## Vincitori del montepremi più grande e vincitori del maggior numero di tornei nell'anno
| Anno    | Primo nel montepremi   | Guadagni ($)           | Maggior numero vittorie                                                                              |
| ------- | ---------------------- | ---------------------- | --- |
| 2025    |                        |                        | |
| 2024    | Scottie Scheffler (2)  | 29,228,357             | 7: Scottie Scheffler                                                                                 |
| 2022-23 | Scottie Scheffler (2)  | 21,014,342             | 4: Jon Rahm                                                                                          |
| 2021-22 | Scottie Scheffler      | 14,046,910             | 4: Scottie Scheffler                                                                                 |
| 2020-21 | Jon Rahm               | 7,705,933              | 4: Patrick Cantlay                                                                                   |
| 2019-20 | Justin Thomas          | 7,344,040              | 3: Dustin Johnson, Justin Thomas                                                                     |
| 2018-19 | Brooks Koepka          | 9,684,006              | 3: Dustin Johnson, Justin Thomas                                                                     |
| 2017-18 | Justin Thomas          | 8,694,821              | 3: Justin Thomas                                                                                     |
| 2016-17 | Justin Thomas          | 9,921,560              | 5: Justin Thomas                                                                                     |
| 2015-16 | Dustin Johnson         | 9,365,185              | 3: Jason Day, Dustin Johnson                                                                         |
| 2014-15 | Jordan Spieth          | 12,030,465             | 5: Jason Day, Jordan Spieth                                                                          |
| 2013-14 | Rory McIlroy           | 8,280,096              | 3: Rory McIlroy, Jimmy Walker                                                                        |
| 2013    | Tiger Woods            | 8,553,439              | 5: Tiger Woods                                                                                       |
| 2012    | Rory McIlroy           | 8,047,952              | 4: Rory McIlroy                                                                                      |
| 2011    | Luke Donald            | 6,683,214              | 2: Keegan Bradley, Luke Donald, Webb Simpson, Steve Stricker, Nick Watney, Bubba Watson, Mark Wilson |
| 2010    | Matt Kuchar            | 4,910,477              | 3: Jim Furyk                                                                                         |
| 2009    | Tiger Woods            | 10,508,163             | 6: Tiger Woods                                                                                       |
| 2008    | Vijay Singh            | 6,601,094              | 4: Tiger Woods                                                                                       |
| 2007    | Tiger Woods            | 10.867.052             | 7: Tiger Woods                                                                                       |
| 2006    | Tiger Woods            | 9.941.563              | 8: Tiger Woods                                                                                       |
| 2005    | Tiger Woods            | 10.628.024             | 6: Tiger Woods                                                                                       |
| 2004    | Vijay Singh            | 10.905.166             | 9: Vijay Singh                                                                                       |
| 2003    | Vijay Singh            | 7.573.907              | 5: Tiger Woods                                                                                       |
| 2002    | Tiger Woods            | 6.912.625              | 5: Tiger Woods                                                                                       |
| 2001    | Tiger Woods            | 5.687.777              | 5: Tiger Woods                                                                                       |
| 2000    | Tiger Woods            | 9.188.321              | 9: Tiger Woods                                                                                       |
| 1999    | Tiger Woods            | 6.616.585              | 8: Tiger Woods                                                                                       |
| 1998    | David Duval            | 2.591.031              | 4: David Duval                                                                                       |
| 1997    | Tiger Woods            | 2.066.833              | 4: Tiger Woods                                                                                       |
| 1996    | Tom Lehman             | 1.780.159              | 4: Phil Mickelson                                                                                    |
| 1995    | Greg Norman            | 1.654.959              | 3: Lee Janzen, Greg Norman                                                                           |
| 1994    | Nick Price             | 1.499.927              | 6: Nick Price                                                                                        |
| 1993    | Nick Price             | 1.478.557              | 4: Nick Price                                                                                        |
| 1992    | Fred Couples           | 1.344.188              | 3: John Cook; Fred Couples; Davis Love III                                                           |
| 1991    | Corey Pavin            | 979.430                | 2: 8 giocatori (nota 1)                                                                              |
| 1990    | Greg Norman            | 1.165.477              | 4: Wayne Levi                                                                                        |
| 1989    | Tom Kite               | 1.395.278              | 3: Tom Kite; Steve Jones                                                                             |
| 1988    | Curtis Strange         | 1.147.644              | 4: Curtis Strange                                                                                    |
| 1987    | Curtis Strange         | 925.941                | 3: Paul Azinger; Curtis Strange                                                                      |
| 1986    | Greg Norman            | 653.296                | 4: Bob Tway                                                                                          |
| 1985    | Curtis Strange         | 542.321                | 3: Curtis Strange; Lanny Wadkins                                                                     |
| 1984    | Tom Watson             | 476.260                | 3: Tom Watson; Denis Watson                                                                          |
| 1983    | Hal Sutton             | 426.668                | 2: 8 giocatori (nota 2)                                                                              |
| 1982    | Craig Stadler          | 446.462                | 4: Craig Stadler, Tom Watson, Calvin Peete                                                           |
| 1981    | Tom Kite               | 375.699                | 4: Bill Rogers                                                                                       |
| 1980    | Tom Watson             | 530.808                | 7: Tom Watson                                                                                        |
| 1979    | Tom Watson             | 462.636                | 5: Tom Watson                                                                                        |
| 1978    | Tom Watson             | 362.429                | 5: Tom Watson                                                                                        |
| 1977    | Tom Watson             | 310.653                | 5: Tom Watson                                                                                        |
| 1976    | Jack Nicklaus          | 266.439                | 3: Ben Crenshaw, Hubert Green                                                                        |
| 1975    | Jack Nicklaus          | 298.149                | 5: Jack Nicklaus                                                                                     |
| 1974    | Johnny Miller          | 353.022                | 8: Johnny Miller                                                                                     |
| 1973    | Jack Nicklaus          | 308.362                | 7: Jack Nicklaus                                                                                     |
| 1972    | Jack Nicklaus          | 320.542                | 7: Jack Nicklaus                                                                                     |
| 1971    | Jack Nicklaus          | 244.491                | 6: Lee Trevino                                                                                       |
| 1970    | Lee Trevino            | 157.037                | 4: Billy Casper                                                                                      |
| 1969    | Frank Beard            | 164.707                | 3: 4 giocatori (nota 3)                                                                              |
| 1968    | Billy Casper           | 205.169                | 6: Billy Casper                                                                                      |
| 1967    | Jack Nicklaus          | 188.998                | 5: Jack Nicklaus                                                                                     |
| 1966    | Billy Casper           | 121.945                | 4: Billy Casper                                                                                      |
| 1965    | Jack Nicklaus          | 140.752                | 5: Jack Nicklaus                                                                                     |
| 1964    | Jack Nicklaus          | 113.285                | 5: Tony Lema                                                                                         |
| 1963    | Arnold Palmer          | 128.230                | 7: Arnold Palmer                                                                                     |
| 1962    | Arnold Palmer          | 81.448                 | 8: Arnold Palmer                                                                                     |
| 1961    | Gary Player            | 64.540                 | 6: Arnold Palmer                                                                                     |
| 1960    | Arnold Palmer          | 75.263                 | 8: Arnold Palmer                                                                                     |
| 1959    | Art Wall, Jr.          | 53.168                 | 5: Gene Littler                                                                                      |
| 1958    | Arnold Palmer          | 42.608                 | 4: Ken Venturi                                                                                       |
| 1957    | Dick Mayer             | 65.835                 | 4: Arnold Palmer                                                                                     |
| 1956    | Ted Kroll              | 72.836                 | 4: Mike Souchak                                                                                      |
| 1955    | Julius Boros           | 63.122                 | 6: Cary Middlecoff                                                                                   |
| 1954    | Bob Toski              | 65.820                 | 4: Bob Toski                                                                                         |
| 1953    | Lew Worsham            | 34.002                 | 5: Ben Hogan                                                                                         |
| 1952    | Julius Boros           | 37.033                 | 5: Jack Burke, Jr., Sam Snead                                                                        |
| 1951    | Lloyd Mangrum          | 26.089                 | 6: Cary Middlecoff                                                                                   |
| 1950    | Sam Snead              | 35.759                 | 11: Sam Snead                                                                                        |
| 1949    | Sam Snead              | 31.594                 | 7: Cary Middlecoff                                                                                   |
| 1948    | Ben Hogan              | 32.112                 | 10: Ben Hogan                                                                                        |
| 1947    | Jimmy Demaret          | 27.937                 | 7: Ben Hogan                                                                                         |
| 1946    | Ben Hogan              | 42.556                 | 13: Ben Hogan                                                                                        |
| 1945    | Byron Nelson           | 63.336                 | 18: Byron Nelson                                                                                     |
| 1944    | Byron Nelson           | 37.968                 | 8: Byron Nelson                                                                                      |
| 1943    | Classifica non stilata | Classifica non stilata | 1: Sam Byrd, Harold McSpaden, Steve Warga                                                            |
| 1942    | Ben Hogan              | 13.143                 | 6: Ben Hogan                                                                                         |
| 1941    | Ben Hogan              | 18.358                 | 7: Sam Snead                                                                                         |
| 1940    | Ben Hogan              | 10.655                 | 6: Jimmy Demaret                                                                                     |
| 1939    | Henry Picard           | 10.303                 | 8: Henry Picard                                                                                      |
| 1938    | Sam Snead              | 19.534                 | 8: Sam Snead                                                                                         |
| 1937    | Harry Cooper           | 14.139                 | 8: Harry Cooper                                                                                      |
| 1936    | Horton Smith           | 7.682                  | 3: Ralph Guldahl, Jimmy Hines, Henry Picard                                                          |
| 1935    | Johnny Revolta         | 9.543                  | 5: Henry Picard, Johnny Revolta                                                                      |
| 1934    | Paul Runyan            | 6.767                  | 7: Paul Runyan                                                                                       |
| 1933    |                        |                        | 9: Paul Runyan                                                                                       |
| 1932    |                        |                        | 4: Gene Sarazen                                                                                      |
| 1931    |                        |                        | 4: Wilfred Cox                                                                                       |
| 1930    |                        |                        | 8: Gene Sarazen                                                                                      |
| 1929    |                        |                        | 8: Horton Smith                                                                                      |
| 1928    |                        |                        | 7: Bill Mehlhorn                                                                                     |
| 1927    |                        |                        | 7: Johnny Farrell                                                                                    |
| 1926    |                        |                        | 5: Bill Mehlhorn, Macdonald Smith                                                                    |
| 1925    |                        |                        | 5: Leo Diegel                                                                                        |
| 1924    |                        |                        | 5: Walter Hagen                                                                                      |
| 1923    |                        |                        | 5: Walter Hagen, Joe Kirkwood, Sr.                                                                   |
| 1922    |                        |                        | 4: Walter Hagen                                                                                      |
| 1921    |                        |                        | 4: Jim Barnes                                                                                        |
| 1920    |                        |                        | 4: Jock Hutchison                                                                                    |
| 1919    |                        |                        | 5: Jim Barnes                                                                                        |
| 1918    |                        |                        | 1: Patrick Doyle, Walter Hagen, Jock Hutchison                                                       |
| 1917    |                        |                        | 2: Jim Barnes, Mike Brady                                                                            |
| 1916    |                        |                        | 3: Jim Barnes                                                                                        |

Note:
1. Giocatori con 2 vittorie nel 1991: Billy Andrade, Mark Brooks, Fred Couples, Andrew Magee, Corey Pavin, Nick Price, Tom Purtzer, Ian Woosnam
2. Giocatori con 2 vittorie nel 1983: Severiano Ballesteros, Jim Colbert, Mark McCumber, Gil Morgan, Calvin Peete, Hal Sutton, Lanny Wadkins, Fuzzy Zoeller
3. Giocatori con 3 vittorie nel 1969: Billy Casper, Raymond Floyd, Dave Hill, Jack Nicklaus

### Purivincitori della classifica a premi
I seguenti giocatori hanno vinto più di un titolo nella money list fino al 2022:
- 10: Tiger Woods
- 8: Jack Nicklaus
- 5: Ben Hogan, Tom Watson
- 4: Arnold Palmer
- 3: Sam Snead, Curtis Strange, Greg Norman,  Vijay Singh, Justin Thomas
- 2: Byron Nelson, Julius Boros, Billy Casper, Tom Kite, Nick Price, Rory McIlroy

## Premi per il giocatore e il debuttante dell'anno
I giocatori del PGA Tour competono per due diversi premi relativi al giocatore dell'anno. L'introduzione del premio PGA Player of the Year risale al 1948, e viene assegnato dalla PGA of America. A partire dal 1982 il vincitore è stato scelto usando un sistema che calcola il punteggio prendendo in considerazione le vittorie, la posizione nella classifica dei premi vinti e la media punti. Il premio PGA Tour Player of the Year, conosciuto anche come Jack Nicklaus Trophy, è invece gestito dalla PGA Tour ed è stato introdotto nel 1990; il vincitore viene scelto dai giocatori del tour con una votazione, e l'unico risultato che viene reso pubblico è il nome del vincitore stesso. La maggior parte delle volte ad aggiudicarsi i due premi è stato lo stesso giocatore: di fatto questo succede ininterrottamente dal 1992. Anche il premio per il Debuttante dell'anno è stato introdotto nel 1990. Possono vincerlo i giocatori che hanno disputato la loro prima stagione come membri del PGA Tour; diversi tra i vincitori avevano già avuto una buona carriera internazionale ed alcuni, quando hanno vinto il premio, avevano già superato i trent'anni di età. Nel marzo 2012 è stato introdotto un nuovo premio, il PGA Tour Courage Award, in sostituzione del defunto premio Comeback Player of the Year.
| Anno    | PGA Tour Giocatore dell'anno | PGA Giocatore dell'anno | PGA Debuttante dell'anno | PGA Tour Courage                   |
| ------- | ---------------------------- | ----------------------- | ------------------------ | ---------------------------------- |
| 2022-23 | Scottie Scheffler            |                         | Eric Cole                | Chris Kirk                         |
| 2021-22 | Scottie Scheffler            | Cameron Smith           | Cameron Young            |                                    |
| 2020-21 | Patrick Cantlay              | Jon Rahm                | Will Zalatoris           | Morgan Hoffmann                    |
| 2019-20 | Dustin Johnson               | Justin Thomas           | Scottie Scheffler        | Nessuno                            |
| 2018-19 | Rory McIlroy                 | Brooks Koepka           | Im Sung-jae              | Nessuno                            |
| 2017-18 | Brooks Koepka                | Brooks Koepka           | Aaron Wise               | Nessuno                            |
| 2016-17 | Justin Thomas                | Justin Thomas           | Xander Schauffele        | Gene Sauers                        |
| 2015-16 | Dustin Johnson               | Dustin Johnson          | Emiliano Grillo          | Nessuno                            |
| 2014-15 | Jordan Spieth                | Jordan Spieth           | Daniel Berger            | Jarrod Lyle                        |
| 2013-14 | Rory McIlroy                 | Rory McIlroy            | Chesson Hadley           | Nessuno                            |
| 2013    | Tiger Woods                  | Tiger Woods             | Jordan Spieth            | Erik Compton                       |
| 2012    | Rory McIlroy                 | Rory McIlroy            | John Huh                 | Nessuno                            |
| 2011    | Luke Donald                  | Luke Donald             | John Huh                 | Nessuno                            |
| Anno    | PGA Tour Giocatore dell'anno | PGA Giocatore dell'anno | PGA Debuttante dell'anno | PGA Giocatore dell'anno in rimonta |
| 2010    | Jim Furyk                    | Jim Furyk               | Rickie Fowler            | Stuart Appleby                     |
| 2009    | Tiger Woods                  | Tiger Woods             | Marc Leishman            | Nessuno                            |
| 2008    | Pádraig Harrington           | Pádraig Harrington      | Andrés Romero            | Dudley Hart                        |
| 2007    | Tiger Woods                  | Tiger Woods             | Brandt Snedeker          | Steve Stricker                     |
| 2006    | Tiger Woods                  | Tiger Woods             | Trevor Immelman          | Steve Stricker                     |
| 2005    | Tiger Woods                  | Tiger Woods             | Sean O'Hair              | Olin Browne                        |
| 2004    | Vijay Singh                  | Vijay Singh             | Todd Hamilton            | John Daly                          |
| 2003    | Tiger Woods                  | Tiger Woods             | Ben Curtis               | Peter Jacobsen                     |
| 2002    | Tiger Woods                  | Tiger Woods             | Jonathan Byrd            | Gene Sauers                        |
| 2001    | Tiger Woods                  | Tiger Woods             | Charles Howell III       | Joe Durant                         |
| 2000    | Tiger Woods                  | Tiger Woods             | Michael Clark II         | Paul Azinger                       |
| 1999    | Tiger Woods                  | Tiger Woods             | Carlos Franco            | Steve Pate                         |
| 1998    | Mark O'Meara                 | Mark O'Meara            | Steve Flesch             | Scott Verplank                     |
| 1997    | Tiger Woods                  | Tiger Woods             | Stewart Cink             | Bill Glasson                       |
| 1996    | Tom Lehman                   | Tom Lehman              | Tiger Woods              | Steve Jones                        |
| 1995    | Greg Norman                  | Greg Norman             | Woody Austin             | Bob Tway                           |
| 1994    | Nick Price                   | Nick Price              | Ernie Els                | Hal Sutton                         |
| 1993    | Nick Price                   | Nick Price              | Vijay Singh              | Howard Twitty                      |
| 1992    | Fred Couples                 | Fred Couples            | Mark Carnevale           | John Cook                          |
| 1991    | Fred Couples                 | Corey Pavin             | John Daly                | Bruce Fleisher, D. A. Weibring     |
| 1990    | Wayne Levi                   | Nick Faldo              | Robert Gamez             | -                                  |

| Anno | PGA Giocatore dell'anno |
| ---- | ----------------------- |
| 1989 | Tom Kite                |
| 1988 | Curtis Strange          |
| 1987 | Paul Azinger            |
| 1986 | Bob Tway                |
| 1985 | Lanny Wadkins           |
| 1984 | Tom Watson              |
| 1983 | Hal Sutton              |
| 1982 | Tom Watson              |
| 1981 | Bill Rogers             |
| 1980 | Tom Watson              |
| 1979 | Tom Watson              |
| 1978 | Tom Watson              |
| 1977 | Tom Watson              |
| 1976 | Jack Nicklaus           |
| 1975 | Jack Nicklaus           |
| 1974 | Johnny Miller           |
| 1973 | Jack Nicklaus           |
| 1972 | Jack Nicklaus           |
| 1971 | Lee Trevino             |
| 1970 | Billy Casper            |
| 1969 | Orville Moody           |
| 1968 | Premio non assegnato    |
| 1967 | Jack Nicklaus           |
| 1966 | Billy Casper            |
| 1965 | Dave Marr               |
| 1964 | Ken Venturi             |
| 1963 | Julius Boros            |
| 1962 | Arnold Palmer           |
| 1961 | Jerry Barber            |
| 1960 | Arnold Palmer           |
| 1959 | Art Wall, Jr.           |
| 1958 | Dow Finsterwald         |
| 1957 | Dick Mayer              |
| 1956 | Jack Burke, Jr.         |
| 1955 | Doug Ford\|             |
| 1954 | Ed Furgol               |
| 1953 | Ben Hogan               |
| 1952 | Julius Boros            |
| 1951 | Ben Hogan               |
| 1950 | Ben Hogan               |
| 1949 | Sam Snead               |
| 1948 | Ben Hogan               |

### Plurivincitori del premio per il giocatore dell'anno
I seguenti giocatori hanno vinto più di un premio PGA Player of the Year fino al 2022:
- 11: Tiger Woods
- 6: Tom Watson
- 5: Jack Nicklaus
- 4: Ben Hogan
- 2: Julius Boros, Billy Casper, Brooks Koepka, Rory McIlroy, Arnold Palmer, Nick Price, Justin Thomas

## Giocatori che hanno vinto più premi in carriera
I primi dieci leader in carriera nel tour a partire dalla stagione 2024 sono i seguenti:
| Posizione | Giocatore         | Paese            | Montepremi ($) |
| --------- | ----------------- | ---------------- | -------------- |
| 1         | Tiger Woods       | Stati Uniti      | 120,954,766    |
| 2         | Rory McIlroy      | Irlanda del Nord | 90,989,348     |
| 3         | Scottie Scheffler | Stati Uniti      | 71,793,586     |
| 4         | Jim Furyk         | Stati Uniti      | 71,507,269     |
| 5         | Vijay Singh       | Figi             | 71,281,216     |
| 6         | Adam Scott        | Australia        | 67,956,165     |
| 7         | Justin Rose       | Inghilterra      | 64,878,042     |
| 8         | Jordan Spieth     | Stati Uniti      | 62,741,970     |
| 9         | Jason Day         | Australia        | 61,131,363     |
| 10        | Matt Kuchar       | Stati Uniti      | 60,228,357     |

La lista completa sul sito ufficiale della PGA Tour
Visto il progressivo incremento del montepremi nel corso degli anni, la classifica è dominata da giocatori in attività. Il montepremi indicato non è quello vinto complessivamente in carriera, perché non comprende i bonus della FedEx Cup, le vittorie in tornei non ufficiali e i guadagni ottenuti in altri tour, come l'European Tour. Inoltre i golfisti più celebri incassano cifre varie volte superiori all'ammontare dei premi grazie alle sponsorizzazioni e ad attività correlate al mondo del golf.